# Jan Kareš
Jan Kareš (* 29. září 1973 Liberec) je český horolezec, osobní trenér fitness, několikanásobný držitel titulů Ocelový muž a světových rekordů ve shybech (během 1, 6, 12, a 24 hodin).

## Horolezectví
Syn českého horolezce Miroslava Kareše (10.6.1949 Liberec – 17.6.2008 Oderwitzer Spitzberg), lezení se později věnovala i jeho dcera Anna.. Mezi jeho záliby stále patří nýtování a přelézání nových lezeckých směrů převážně v okolí města Baunei na Sardinii a v rakouském Lofferu. V Česku je autorem většiny cest v Tetínských skalách v Českém krasu (2017/2018), další jeho cesty jsou například v Lomu Doubí u Prosečnice, nebo na Branických skalách v Praze. Mezi jeho spolulezce patřili např. Tomáš Truhelka, Slávek Dostál, Lukáš Čermák, nebo Jan Hrnčíř.

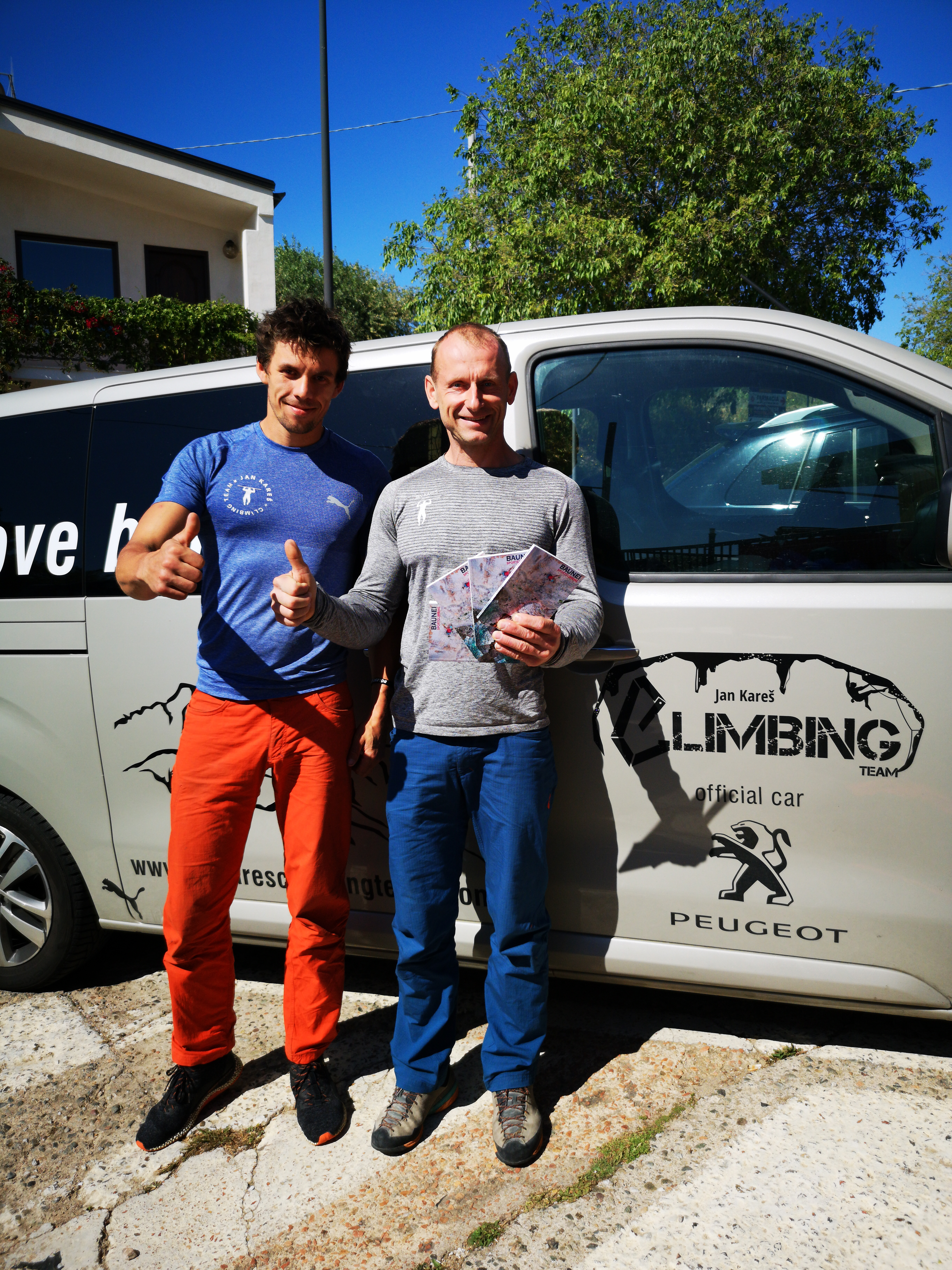
Jan Kareš (Karešák) s Janem Hrnčířem (Hrncem) na Sardinii oblast Baunei. Jarní zájezd květen 2019. Příprava na nové lezecké prvovýstupy.

### Závody ve sportovním lezení
V roce 1996 překvapivě porazil Milana Beniana i Marka Havlíka ve 3. kole Českého poháru po třech letech úrazů, ve 4. kole byl druhý. V té době také již stavěl závodní cesty V letech 1996 – 1998 reprezentoval Českou republiku na světovém poháru v lezení na obtížnost, kde skončil nejlépe na 17. místě v italském Courmayeuru v září 1998. Obdobně se světových závodů ve sportovním lezení účastnily také obě jeho sestry Romana a mladší Eliška (čtyřnásobná mistryně republiky v lezení na rychlost), ta se později zařadila mezi první tři licencované trenéry ČHS třídy A.

## Trenérská kariéra
V říjnu 2013 si otevřel vlastní tělocvičnu Jan Kareš Fitness (JKF) v Týnské ulici v Praze, předtím působil jako osobní trenér ve fitness klubu Cybex v hotelu Hilton v Praze. Druhé fitness otevřel v červnu 2016 také v Praze, v ulici Na Poříčí. V roce 2018 se vrátil do klubu Cybex v hotelu Hilton kde nyní působí jako partner a trenér.

## Fitness pekárna
Mezi jeho další záliby patří také pečení cukroví bez cukru. Ve spolupráci s odborníky na výživu a cukráři osobně vyvíjel několik receptů na zákusky i zmrzlinu pro sportovce, ty od roku 2015 vyrábí a dodává pekárna Fitness Cake.

## Světové rekordy v Guinnessově knize
Světové rekordy ve shybech "pull ups".
Aktuální rekordy k 22.1.2020:
GUINNESS rekord za jednu hodinu : 1124 (nový rekord 1205 z června 2023)
GUINNESS rekord za 6 hodin: 3887
GUINNESS rekord za 12 hodin : 5041
GUINNESS rekord za 24 hodin : 6800
Světový Pull-ups rekord za 30 minut : 654
Světový Pull-ups rekord za 1 hodinu: 1198
zdroj: JanKaresClimbingTeam
- 238 shybů bez dotyku země nohou, uznaný rekord
- 3.4.2015: 3387 shybů během 6 hodin (starší rekord 3288), muži, Praha, stěna Big Wall, uznaný rekord
- 3.4.2015: 5127 shybů během 12 hodin (starší rekord 4020), muži, Praha, stěna Big Wall, uznaný rekord[10]
- 4.4.2015: 5761 shybů během 24 hodin, (starší rekord 4321) muži, Praha, stěna Big Wall, uznaný rekord[11]
- 13.11.2018: 1124 shybů během 1 hodiny, muži, platný rekord[12]
- 13.12.2018: 3893 shybů během 6 hodin, muži, platný rekord[12]